# Olivia Morris
Olivia Kathleen F. Morris (Kingston-upon-Thames, 1997) es una actriz británica. Es conocida principalmente por sus papeles en el filme indio RRR (2022) y en la serie Hotel Portofino (2022).

## Biografía
Morris es originaria de Kingston-upon-Thames, Gran Londres. Se inscribió en el National Youth Theatre y más adelante se formó en la Real Escuela Galesa de Música y Teatro. Al comienzo de su carrera como actriz aparición en el videoclip de la canción "London's Blues" de Ferris & Sylvester. En 2022, hizo su debut en televisión en el papel de Alice Mays-Smith en el seriado dramático Hotel Portofino, estrenado en el servicio digital BritBox. El mismo año interpretó uno de los papeles principales como Jennifer "Jenny" en el filme indio RRR, bajo la dirección de S. S. Rajamouli. Se unió al reparto de la serie de HBO Asia The Head para su segunda temporada.

## Filmografía

### Cine y televisión
| Año             | Título                           | Papel            | Notas           | Ref.  |
| --------------- | -------------------------------- | ---------------- | --------------- | ----- |
| 2020            |                                  |                  |                 |       |
| Hotel Portofino | Alice Mays-Smith                 |                  |                 |       |
| 2022            | The Head                         | Rachel Russo     |                 | [ 7 ] |
| 2022            | RRR                              | Jennifer "Jenny" | Película télugu | [ 8 ] |
| 2025            | The Librarians: The Next Chapter | Lysa Pascal      | Rol principal   | [ 9 ] |

### Videoclips
| Año  | Canción          | Artista            | Notas  |
| ---- | ---------------- | ------------------ | ------ |
| 2017 | "London's Blues" | Ferris & Sylvester | [ 10 ] |